# Marge de contribution
La marge de contribution est un indicateur d'évaluation de l'efficience d'un produit ou d'une entreprise.

## Enjeux de la marge de contribution
La marge de contribution est une variante peu orthodoxe de la marge sur coût variable.

## Étapes de calcul
- Calculer le chiffre d'affaires par :
  - Unités vendues
  - Unités achetées au fournisseur
  - Prix de vente aux clients réguliers
  - Prix de vente pour les salles d'opérations

- Calculer la marge sur coût variable par déduction des :
  - Coûts variables de MP
  - Coûts variables de la MO
  - Coûts indirects variables
  - Coûts variables de marketing

- Calculer la marge de contribution par :
  - Coûts indirects fixes de production
  - Coûts fixes de marketing

- Vérifiez le résultat par :
  - Total des coûts fixes